# Hector de Fay de La Tour-Maubourg
Hector de Fay de La Tour-Maubourg (ou Jean-Hector), deuxième fils de Jean de Fay, baron de la Tour Maubourg, sénéchal du Velay et maréchal général des logis de la cavalerie de France sous Charles IX et de Marguerite de Peloux, chevalier de Malte.

## Biographie
Hector de Fay est présenté de minorité à l'ordre de Saint-Jean de Jérusalem en 1614. Il prononce ses vœux de frère chevalier le 30 novembre 1664.
Sur décision du grand maître Gregorio Carafa, Hector de Fay prend, en 1685, le commandement de la flotte hospitalière qui retrouve à Messine la flotte des Vénitiens et les galères du Pape sous le commandement de Morosini, généralissime de la république de Venise, pour une expédition en Morée. Ils se rendent maître de Coron. En reprenant un fort, le général de La Tour est tué à la tête des Hospitaliers. Son corps est ramené à Malte et a son cénotaphe dans la co-cathédrale Saint-Jean de La Valette à Malte.

## Sources
- Abbé de Vertot, Histoire des chevaliers hospitaliers de Saint-Jean de Jérusalem, appelés depuis chevaliers de Rhodes, et aujourd'hui chevaliers de Malte, tome cinquième, éditeur La Compagnie, Amsterdam, 1757
- Louis de La Roque, Catalogue des chevaliers de Malte appelés successivement chevaliers de l'ordre militaire et hospitalier de Saint-Jean de Jérusalem, de Rhodes et de Malte, Alp Desaide, Paris, 1891